# Rosario Vera Peñaloza megye
Rosario Vera Peñaloza egy megye Argentína északnyugati részén, La Rioja tartományban. Székhelye Chepes.

## Népesség
A megye népessége a közelmúltban a következőképpen változott:
| Év   | Lakosság |
| ---- | -------- |
| 2001 | 13 246   |
| 2010 | 14 054   |